# Bürgerschaftswahl in Hamburg 1970
- SPD: 70
- FDP: 9
- CDU: 41

- Regierung: 79
- Opposition: 41

Am 22. März 1970 fand die Wahl zur 7. Wahlperiode der Bürgerschaft der Freien und Hansestadt Hamburg (Bürgerschaftswahl) statt. Die SPD konnte ihre absolute Mehrheit von 1966 verteidigen, verlor aber fast vier Prozent der Stimmen sowie 4 Mandate. Die CDU konnte Gewinne von fast drei Prozent verzeichnen, auch die FDP konnte leicht zulegen.
In den Senat wurden vier Senatoren nachgewählt, der eine Regierung aus SPD und FDP-Mitgliedern bildete. Herbert Weichmann verblieb im Senat als Erster Bürgermeister (Senat Weichmann III). Der 75-jährige Weichmann trat im Jahr darauf zurück und der bisherige Zweite Bürgermeister Peter Schulz rückte an seine Stelle (Senat Schulz I).

## Wahlergebnis und Sitzverteilung
Das Ergebnis der Wahl zur Bürgerschaft 1970 lautete:
| Partei | Stimmen | in Prozent | Sitze |
| ------ | ------- | ---------- | ----- |
| SPD    | 558.754 | 55,3 %     | 70    |
| CDU    | 329.337 | 32,8 %     | 41    |
| FDP    | 70.875  | 7,1 %      | 9     |
| NPD    | 27.312  | 2,7 %      | −     |
| DKP    | 17.228  | 1,7 %      | −     |
| EP     | 2.743   | 0,3 %      | −     |
| FSU    | 1.154   | 0,1 %      | −     |